# Kurt Erdmann
Kurt Erdmann (Amburgo, 9 settembre 1901 – Berlino, 30 settembre 1964) è stato uno storico dell'arte tedesco specializzato nell'arte sasanide e islamica. È conosciuto per il suo lavoro scientifico sulla storia del tappeto orientale, che ha stabilito come sottospecialità nella sua disciplina scientifica. Dal 1958 al 1964, Erdmann è stato direttore del Museo di Pergamo a Berlino. Fu uno dei protagonisti della "scuola di Berlino" della storia dell'arte islamica.

## Biografia
Erdmann iniziò a studiare letteratura tedesca nel 1919, ma presto sviluppò un interesse più profondo per la storia dell'arte europea. La sua tesi di dottorato nel 1927, realizzata con Erwin Panofsky, riguardava l'architettura europea. Successivamente frequentò un apprendistato presso il Museo statale di Berlino, dove fu invitato, da Friedrich Sarre, a partecipare ai lavori della sua pubblicazione, insieme a Hermann Trenkwald, sui tappeti orientali antichi. L'interesse scientifico di Erdmann rimase puntato sui tappeti orientali per tutta la sua carriera.
Dal 1958 al 1964, Erdmann fu a capo del Museo d'arte islamica di Berlino, un dipartimento dei Musei di Stato di Berlino, oggi Museo di Pergamon. Fu anche professore nelle università di Berlino, Amburgo, Bonn, Il Cairo e Istanbul (1951-1957). Fu anche un membro dell'Istituto archeologico germanico. Come direttore del Museo di Pergamo fu responsabile della ricostruzione delle collezioni del museo di Berlino dopo la seconda guerra mondiale. L'erezione del muro di Berlino ha ulteriormente distrutto le collezioni dei musei della città divisa. Erdmann ha lavorato alla progettazione del nuovo Museum of Islamic Art, poi a Dahlem, Berlino Ovest, fino alla sua morte.

## Opere
Kurt Erdmann fu il quarto direttore del Museo di Arte Islamica, ora Museo di Pergamo, a Berlino. Venne fondato da Wilhelm von Bode, il cui lavoro è stato continuato da Friedrich Sarre e Ernst Kühnel, che furono i protagonisti della "Scuola di Berlino" della Storia dell'arte islamica. Questa scuola scientifica sviluppò il metodo di datazione terminus ante quem basato sulle riproduzioni di tappeti orientali nella pittura del Rinascimento.
Erdmann fu il primo a descrivere i "quattro strati sociali" della produzione di tappeti (produzione nomade, villaggio, città e corte). Riconosceva le tradizioni dei tappeti nomadi e come una tradizione artistica distinta e descriveva il processo di stilizzazione attraverso il quale, nel tempo, venivano elaborati disegni e modelli di manifattura all'interno delle tradizioni di tessitura di villaggio e nomadi. Fino a quando Erdmann ha pubblicato i suoi studi, gli storici dell'arte influenzati dalla "Scuola di Vienna" del XIX secolo, intorno a Alois Riegl, erano soliti comprendere il processo di migrazione del modello da una corte alla città, al villaggio e poi ai nomadi come una degenerazione. Di conseguenza, gli storici dell'arte si concentrarono maggiormente sugli elaborati disegni dei tappeti di manifattura, che consideravano i più autentici. Erdmann è stato tra i primi a richiamare l'attenzione sui tappeti del villaggio, tribali e nomadi come una forma distinta e genuina di espressione artistica.
Erdmann stabilì anche l'analisi strutturale come mezzo per determinare il quadro storico delle tradizioni di tessitura dei tappeti all'interno del mondo islamico. La sostituzione di ornamenti floreali e foliati con disegni geometrici e quella della precedente "ripetizione infinita" con composizioni grandi e centrate di ornamenti, avvenute durante la svolta tra il XV e il XVI secolo, fu descritta per la prima volta da Erdmann e definita "lo schema ", o "rivoluzione del disegno dei tappeti".
Mentre i tappeti orientali e l'arte sasanide erano i suoi due principali campi di interesse, Erdmann lavorò su una varietà di altri argomenti, tra cui arte achemenide e l'architettura turca dei caravanserraglio. Il suo lavoro al museo di Berlino ha prodotto pubblicazioni su gruppi e opere singole di arte preislamica e islamica, comprese descrizioni dettagliate delle acquisizioni fatte dal Museo di Berlino. Erdmanns books are still cited by present-time textbooks on oriental rugs.

## Opere principali

### In lingua inglese
- Oriental Carpets: An Essay on their History. New York, 1960[6]
- Carpets East Carpets West. Saudi Aramco World, 1965, p. 8–9.
- Seven Hundred Years of Oriental Carpets. London, 1970.[7]
- The History of the Early Turkish Carpet. London, 1977[8]

### In lingua tedesca
- Persische Teppiche der Safawidenzeit. Pantheon  Nr. 5, 1932, p. 227–231
- Die sasanidischen Jagdschalen. Untersuchungen zur Entwicklung der iranischen Edelmetallkunst unter den Sasaniden. Jahrbuch der Preussischen Kunstsammlungen  Nr. 57, 1936, p. 193–232.
- Eine unbekannte sasanidische Jagdschale. ibid., Nr. 59, 1938, p. 209–217.
- Zur Chronologie der sasanidischen Jagdschalen.  ZDMG  Nr. 97, 1943, p. 239–283.
- Das Datum des Tāḳ-i Bustān. Ars Islamica Nr. 4, 1937, p. 79–97.
- Zur Deutung der iranischen Felsreliefs.  Forschungen und Fortschritte Nr. 18, 1942, p. 209–211.
- Sasanidische Felsreliefs — Römische Historienreliefs. Antike und Abendland  Nr. 3, de Gruyter, 1948
- Die Entwicklung der sassanidischen Krone. Ars Islamica  Nr. 15/16, 1951, p. 87–123
- Der türkische Teppich des 15. Jahrhunderts. Istanbul 1954. Written in German and Turkish
- K.E. and Hanna Erdmann: Das anatolische Karavansaray des 13. Jahrhunderts. Gebrüder Mann, Berlin 1976
- Die universalgeschichtliche Stellung der sasanidischen Kunst. Saeculum  Nr.1, 1950, p. 508–534
- Die Kunst Irans: Zur Zeit der Sasaniden. Florian Kupferberg, Berlin 1943; 2nd ed. Kupferberg Verlag, Mainz 1969.
- Persepolis: Daten und Deutungen. MDOG zu Berlin 92, 1960, p. 31–47.
- Die Keramik von Afrasiyab. Berliner Museen Nr. 63, 1942, p. 18–28;
- Islamische Bergkristallarbeiten. Jahrbuch der Preussischen Kunstsammlungen  Nr. 61, 1940, p. 125–146;
- Neue islamische Bergkristalle. Ars Orientalis  Nr. 3, 1959, p. 201–205
- Keramische Erwerbungen der Islamischen Abteilung 1958–1960. Berliner Museen,  Nr. 10, 1961, p. 6–15;
- Neuerworbene Gläser der Islamischen Abteilung 1958–1961. ibid., 11, 1961,  p. 31–41
- Orientalische Teppiche aus vier Jahrhunderten. Ausstellung im Museum für Kunst und Gewerbe, Hamburg, 22. August bis 22. Oktober 1950. Hamburg 1950.
- Arabische Schriftzeichen als Ornamente in der abendländischen Kunst des Mittelalters. Abhandlungen der Akademie der Wissenschaften und der Literatur in Mainz. Geistes- und sozialwissenschaftliche Klasse. Jahrgang 1953. Nr. 9. p. 467–513.
- Der orientalische Knüpfteppich: Versuch einer Darstellung seiner Geschichte.  Verlag Ernst Wasmuth, Tübingen 1955;
- Der türkische Teppich des 15. Jahrhunderts. Istanbul 1957.
- Europa und der Orientteppich. Verlag, F. Kupferberg, Berlin/Mainz 1962.
- K.E. and Peter W. Meister: Kaukasische Teppiche. Exhibition catalogue Museum für Kunsthandwerk, Frankfurt 1962.
- Siebenhundert Jahre Orientteppich: Zu seiner Geschichte und Erforschung. Hanna Erdmann, ed., Bussesche Verlagshandlung, Herford 1966.
- Iranische Kunst in deutschen Museen. Hanna Erdmann (ed. posthumously), F. Steiner, Wiesbaden 1967.